# Långsand
Långsand är en småort i Älvkarleby kommun, belägen ungefär fem kilometer öster om Dalälvens mynning i den nordligaste delen av Uppland.
I Långsand finns många sandstränder då marken i hela området består av sand. Även flera kilometer in i landet är sandlagret en halvmeter tjockt.
Långsand var det sydligaste av de fiskelägen som förr nyttjades av Gävlefiskarna. Såväl under 1800-talet som under 1900-talet har dock fisket längs Upplandskusten varit förbehållet upplänningarna.